# 3797 Ching-Sung Yu
3797 Ching-Sung Yu је астероид са средњом удаљеношћу од Сунца која износи 3,221 астрономских јединица (АЈ).
Апсолутна магнитуда астероида је 12,6.